# Grand Prix Itálie 1987
Grand Prix Itálie 1987 (oficiálně 58o Gran Premio d'Italia) se jela na okruhu Autodromo Nazionale Monza v Monze v Itálii dne 6. září 1987. Závod byl jedenáctým v pořadí v sezóně 1987 šampionátu Formule 1.

## Kvalifikace
| Poř.   | No. | Jezdec             | Konstruktér            | Časy v kvalifikaci | Časy v kvalifikaci | Ztráta  |
| Poř.   | No. | Jezdec             | Konstruktér            | Q1                 | Q2                 | Ztráta  |
| ------ | --- | ------------------ | ---------------------- | ------------------ | ------------------ | ------- |
| 1      | 6   | Nelson Piquet      | Williams-Honda         | 1:24.617           | 1:23.460           | —       |
| 2      | 5   | Nigel Mansell      | Williams-Honda         | 1:24.350           | 1:23.559           | +0.099  |
| 3      | 28  | Gerhard Berger     | Ferrari                | 1:25.211           | 1:23.933           | +0.473  |
| 4      | 12  | Ayrton Senna       | Lotus-Honda            | 1:25.535           | 1:24.907           | +1.447  |
| 5      | 1   | Alain Prost        | McLaren-TAG            | 1:25.340           | 1:24.946           | +1.486  |
| 6      | 20  | Thierry Boutsen    | Benetton-Ford          | 1:25.250           | 1:25.004           | +1.544  |
| 7      | 19  | Teo Fabi           | Benetton-Ford          | 1:26.894           | 1:25.020           | +1.560  |
| 8      | 27  | Michele Alboreto   | Ferrari                | 1:25.290           | 1:25.247           | +1.787  |
| 9      | 7   | Riccardo Patrese   | Brabham-BMW            | 1:26.453           | 1:25.525           | +2.065  |
| 10     | 8   | Andrea de Cesaris  | Brabham-BMW            | 1:40.285           | 1:26.802           | +3.342  |
| 11     | 2   | Stefan Johansson   | McLaren-TAG            | 1:27.420           | 1:27.031           | +3.571  |
| 12     | 17  | Derek Warwick      | Arrows-Megatron        | 1:27.543           | 1:28.083           | +4.083  |
| 13     | 18  | Eddie Cheever      | Arrows-Megatron        | 1:29.273           | 1:28.022           | +4.562  |
| 14     | 11  | Satoru Nakadžima   | Lotus-Honda            | 1:28.463           | 1:28.160           | +4.700  |
| 15     | 25  | René Arnoux        | Ligier-Megatron        | 1:28.946           | Bez času           | +5.486  |
| 16     | 10  | Christian Danner   | Zakspeed               | 1:30.389           | 1:29.465           | +6.005  |
| 17     | 9   | Martin Brundle     | Zakspeed               | 1:30.144           | 1:29.725           | +6.265  |
| 18     | 24  | Alessandro Nannini | Minardi-Motori Moderni | 1:29.738           | 1:31.069           | +6.278  |
| 19     | 26  | Piercarlo Ghinzani | Ligier-Megatron        | 1:29.898           | Bez času           | +6.438  |
| 20     | 23  | Adrián Campos      | Minardi-Motori Moderni | 1:31.094           | 1:30.782           | +7.322  |
| 21     | 21  | Alex Caffi         | Osella-Alfa Romeo      | 1:32.768           | 1:31.029           | +7.569  |
| 22     | 3   | Jonathan Palmer    | Tyrrell-Ford           | 1:34.218           | 1:33.028           | +9.568  |
| 23     | 30  | Philippe Alliot    | Lola-Ford              | 1:34.748           | 1:33.170           | +9.710  |
| 24     | 4   | Philippe Streiff   | Tyrrell-Ford           | 1:34.760           | 1:33.264           | +9.804  |
| 25     | 16  | Ivan Capelli       | March-Ford             | 1:34.205           | 1:33.311           | +9.851  |
| 26     | 22  | Franco Forini      | Osella-Alfa Romeo      | 1:34.467           | 1:33.816           | +10.356 |
| 27     | 32  | Nicola Larini      | Coloni-Ford            | 1:38.460           | 1:35.721           | +12.261 |
| 28     | 14  | Pascal Fabre       | AGS-Ford               | 1:39.393           | 1:36.679           | +13.219 |
| Zdroj: |     |                    |                        |                    |                    |         |

## Závod
| Poř.   | No. | Jezdec             | Konstruktér            | Počet kol | Čas/Odstoupení | Pořadí na startu | Body |
| ------ | --- | ------------------ | ---------------------- | --------- | -------------- | ---------------- | ---- |
| 1      | 6   | Nelson Piquet      | Williams-Honda         | 50        | 1:14:47.707    | 1                | 9    |
| 2      | 12  | Ayrton Senna       | Lotus-Honda            | 50        | + 1.806        | 4                | 6    |
| 3      | 5   | Nigel Mansell      | Williams-Honda         | 50        | + 49.036       | 2                | 4    |
| 4      | 28  | Gerhard Berger     | Ferrari                | 50        | + 57.979       | 3                | 3    |
| 5      | 20  | Thierry Boutsen    | Benetton-Ford          | 50        | + 1:21.319     | 6                | 2    |
| 6      | 2   | Stefan Johansson   | McLaren-TAG            | 50        | + 1:28.787     | 11               | 1    |
| 7      | 19  | Teo Fabi           | Benetton-Ford          | 49        | + 1 kolo       | 7                |      |
| 8      | 26  | Piercarlo Ghinzani | Ligier-Megatron        | 48        | + 2 kola       | 19               |      |
| 9      | 10  | Christian Danner   | Zakspeed               | 48        | + 2 kola       | 16               |      |
| 10     | 25  | René Arnoux        | Ligier-Megatron        | 48        | + 2 kola       | 15               |      |
| 11     | 11  | Satoru Nakadžima   | Lotus-Honda            | 47        | + 3 kola       | 14               |      |
| 12 (1) | 4   | Philippe Streiff   | Tyrrell-Ford           | 47        | + 3 kola       | 24               |      |
| 13 (2) | 16  | Ivan Capelli       | March-Ford             | 47        | + 3 kola       | 25               |      |
| 14 (3) | 3   | Jonathan Palmer    | Tyrrell-Ford           | 47        | + 3 kola       | 22               |      |
| 15     | 1   | Alain Prost        | McLaren-TAG            | 46        | + 4 kola       | 5                |      |
| 16     | 24  | Alessandro Nannini | Minardi-Motori Moderni | 45        | + 5 kol        | 18               |      |
| Ret    | 9   | Martin Brundle     | Zakspeed               | 43        | Převodovka     | 17               |      |
| Ret    | 30  | Philippe Alliot    | Lola-Ford              | 37        | Přetočení      | 23               |      |
| Ret    | 23  | Adrián Campos      | Minardi-Motori Moderni | 34        | Motor          | 20               |      |
| Ret    | 18  | Eddie Cheever      | Arrows-Megatron        | 27        | Hřídel         | 13               |      |
| Ret    | 22  | Franco Forini      | Osella-Alfa Romeo      | 27        | Turbo          | 26               |      |
| Ret    | 21  | Alex Caffi         | Osella-Alfa Romeo      | 16        | Zavěšení       | 21               |      |
| Ret    | 27  | Michele Alboreto   | Ferrari                | 13        | Turbo          | 8                |      |
| Ret    | 17  | Derek Warwick      | Arrows-Megatron        | 9         | Elektronika    | 12               |      |
| Ret    | 8   | Andrea de Cesaris  | Brabham-BMW            | 7         | Zavěšení       | 10               |      |
| Ret    | 7   | Riccardo Patrese   | Brabham-BMW            | 5         | Motor          | 9                |      |
| DNQ    | 32  | Nicola Larini      | Coloni-Ford            |           |                |                  |      |
| DNQ    | 14  | Pascal Fabre       | AGS-Ford               |           |                |                  |      |
| Zdroj: |     |                    |                        |           |                |                  |      |

## Průběžné pořadí po závodě
Pohár jezdců
| Pořadí | Jezdec           | Body |
| ------ | ---------------- | ---- |
| 1      | Nelson Piquet    | 63   |
| 2      | Ayrton Senna     | 49   |
| 3      | Nigel Mansell    | 43   |
| 4      | Alain Prost      | 31   |
| 5      | Stefan Johansson | 20   |
| Zdroj: |                  |      |

Pohár konstruktérů
| Pořadí | Konstruktér    | Body |
| ------ | -------------- | ---- |
| 1      | Williams-Honda | 106  |
| 2      | Lotus-Honda    | 55   |
| 3      | McLaren-TAG    | 51   |
| 4      | Ferrari        | 20   |
| 5      | Benetton-Ford  | 17   |
| Zdroj: |                |      |

Pořadí Jim Clark Trophy
| Pořadí | Jezdec           | Body |
| ------ | ---------------- | ---- |
| 1      | Jonathan Palmer  | 65   |
| 2      | Philippe Streiff | 54   |
| 3      | Pascal Fabre     | 35   |
| 4      | Philippe Alliot  | 25   |
| 5      | Ivan Capelli     | 25   |

Pořadí Colin Chapman Trophy
| Pořadí | Konstruktér  | Body |
| ------ | ------------ | ---- |
| 1      | Tyrrell-Ford | 119  |
| 2      | AGS-Ford     | 35   |
| 3      | Lola-Ford    | 25   |
| 4      | March-Ford   | 25   |